# غول الماجل (النادرة)

تعديل مصدري - تعديل

غول الماجل محلة تابعة لقرية الخشعة، التابعة لعزلة ظلم بمديرية النادرة إحدى مديريات محافظة إب في الجمهورية اليمنية، بلغ تعداد سكانها 106 حسب تعداد اليمن لعام 2004.